# Пол Сорвино
Пол Ентони Сорвино (енгл. Paul Anthony Sorvino; Бруклин, Њујорк, Њујорк, 13. април 1939 — Џексонвил, 25. јул 2022) био је амерички филмски, телевизијски и позоришни глумац, скулптор, оперски певач, сценариста, бизнисмен и редитељ. Често је портретисао личности с обе стране закона, људе од ауторитета, а можда је најпознатији по улогама Полија Цицероа (заснованог на Полу Варију) у гангстерском филму из 1990. године Добри момци и наредника њујоршке полиције Фила Серета у ТВ серији Закон и ред.
Имао је споредне улоге у филмовима Љубавник великог стила, Црвени, Помахнитала пена, Ракеташ, Фирма, Никсон и Ромео + Јулија. Отац је глумаца Мире Сорвино  и Мајкла Сорвина.